# Асоціація Агассіз
Асоціація Агассіз — товариство в США, засноване у 1875 році для вивчення природничих наук. Його засновником і першим президентом був Гарлан Годж Беллард (англ. Harlan Hoge Ballard; 1853 — 1934).

## Історія
Відповідно до її Статуту, метою Асоціації Агассіз було «збирати, вивчати та зберігати природні об'єкти та факти». Кожному відділенню Асоціації було дозволено вибирати своїх керівників та приймати власний регламент. У 1880 р. вже існували відділення в штатах Массачусетс, Нью-Йорк, і Пенсільванія. Станом на 1884 р. Асоціація налічувала близько 7000 членів та близько 600 відділень. Протягом кількох років журнал «Святий Миколай» (англ. St. Nicholas Magazine) був офіційним органом спілкування Асоціації та її членів.
Асоціація Агассіз була зареєстрована в 1892 році. Наступником Белларда на посаді президента був Едвард Ф. Біґелов (англ. Edward F. Bigelow). 
На базі відділень Асоціації Агассіз виникли Американське бріологічне та ліхенологічне товариство (англ. American Bryological and Lichenological Society), Американське папоротеве товариство (англ. American Fern Society), Орнітологічне товариство Вільсона (англ. Wilson Ornithological Society).
.